# Zostera
Zostera là một chi của Họ Rong lá lớn, thường được gọi là cỏ lươn biển, hoặc đơn giản là cỏ biển hoặc cỏ lươn, và còn được một số ngư dân và người chèo thuyền giải trí bao gồm cả người lái du thuyền gọi là rong biển. Chi Zostera có 15 loài.

## Các loài
Các loài được công nhận
1. Zostera angustifolia (Hornem.) Rchb. – Viễn Đông Nga, đảo Anh, Đan Mạch, Thụy Điển.
2. Zostera asiatica Miki – Viễn Đông Nga, Nhật Bản, bán đảo Triều Tiên, đông bắc Trung Quốc.
3. Zostera caespitosa Miki – Viễn Đông Nga, Nhật Bản, bán đảo Triều Tiên, đông bắc Trung Quốc.
4. Zostera capensis Setchell – Madagascar; Kenya tới tỉnh Cape.
5. Zostera capricorni Ascherson  – New Guinea, Australia, New Zealand.
6. Zostera caulescens Miki – Viễn Đông Nga, Nhật Bản, bán đảo Triều Tiên, đông bắc Trung Quốc.
7. Zostera chilensis (J. Kuo) S. W. L. Jacobs & D. H. Les – Chile.
8. Zostera japonica Ascherson & Graebner – Viễn Đông Nga, Nhật Bản, bán đảo Triều Tiên, đông bắc Trung Quốc, Việt Nam.
9. Zostera marina L. – Bờ biển bắc Thái Bình Dương, bắc Đại Tây Dương, đảo Anh, Địa Trung Hải, Hắc Hải, biển Okhotsk.
10. Zostera mucronata den Hartog – Australia.
11. Zostera muelleri Irmisch ex Ascherson – Australia.
12. Zostera nigricaulis (J.Kuo) S.W.L.Jacobs & D.H.Les – Australia.
13. Zostera noltii Hornem. – Bờ biển đông bắc Đại Tây Dương, Địa Trung Hải, Hắc Hải, biển Caspi.
14. Zostera novazelandica Setchell – New Zealand.
15. Zostera polychlamys (J.Kuo) S.W.L.Jacobs & D.H.Les – Australia.
16. Zostera tasmanica Martens ex Ascherson – Australia.